# Веркудский сельсовет
Веркудский сельсовет — административная единица на территории Ушачского района Витебской области Республики Беларусь.

## Состав
Веркудский сельсовет включает 37 населённых пунктов:
- Апанасковичи — деревня.
- Березово — деревня.
- Боброво — деревня.
- Веркуды — агрогородок.
- Горбатица — деревня.
- Городок — деревня.
- Горы 1 — деревня.
- Горы 2 — деревня.
- Двор-Паулье — деревня.
- Дубровка — деревня.
- Загорье — деревня.
- Залуженье — деревня.
- Заречье — деревня.
- Карачино — деревня.
- Колки — деревня.
- Косовщина — деревня.
- Кривущино — деревня.
- Кугони — деревня.
- Лозы — деревня.
- Любжино — деревня.
- Малиновка — деревня.
- Новосёлки — деревня.
- Паулье — деревня.
- Пола — деревня.
- Прудок — деревня.
- Рог — деревня.
- Слободка — деревня.
- Соловьевка — деревня.
- Стаи — деревня.
- Старина — деревня.
- Старые Туросы — деревня.
- Тенюги — деревня.
- Тётча — деревня.
- Туросполье — деревня.
- Усая — деревня.
- Ягодки — деревня.
- Яново — деревня.